# Sierra del Perdón
Sierra del Perdón är en bergskedja i Spanien.   Den ligger i provinsen Provincia de Navarra och regionen Navarra, i den nordöstra delen av landet, 300 km nordost om huvudstaden Madrid.
En berömd pilgrimsled, Jakobsleden, går över berget på etappen mellan Pamplona och Puente la Reina. Ett minnesmärke över pilgrimerna restes här år 1996.